# Pseudobaptria corydalaria
Pseudobaptria corydalaria là một loài bướm đêm trong họ Geometridae.